# جورج ماري هارت
جورج ماري هارت (بالفرنسية: Georges-Marie Haardt)‏ (1886 ـ 1932) هو مستكشف فرنسي، اجتاز الصحراء الكبرى بالسيارة، وبنفس الوسيلة قطع أفريقية من شمالها إلى جنوبها. قاد في أبريل 1931 رحلة لاجتياز آسيا بالسيارة. وبدأ فريق من بيروت بلبنان، وآخر من بيبنج بالصين، على أن يلتقي الفريقان بعد أن قطعت قرابة 13000 كم. ألف بالاشتراك مع لويس أدوين ـ ديبري كتاب «عبور الصحراء الكبرى بالسيارة» 1924.

## وصلات خارجية
1. 1 2  BD Gest' | Georges-Marie Haardt (بالفرنسية), QID:Q2876969
2. ↑  Louis Audouin-Dubreuil
3. ↑  هارت، جورج ماري - الموسوعة العربية الميسرة، 1965